# Bages (Pyrénées-Orientales)
Bages is een gemeente in het Franse departement Pyrénées-Orientales (regio Occitanie). De plaats maakt deel uit van het arrondissement Perpignan. Bages telde op 1 januari 2022 4.519 inwoners.

## Geografie
De oppervlakte van Bages bedroeg op 1 januari 2022 11,95 vierkante kilometer; de bevolkingsdichtheid was toen 378,2 inwoners per km².

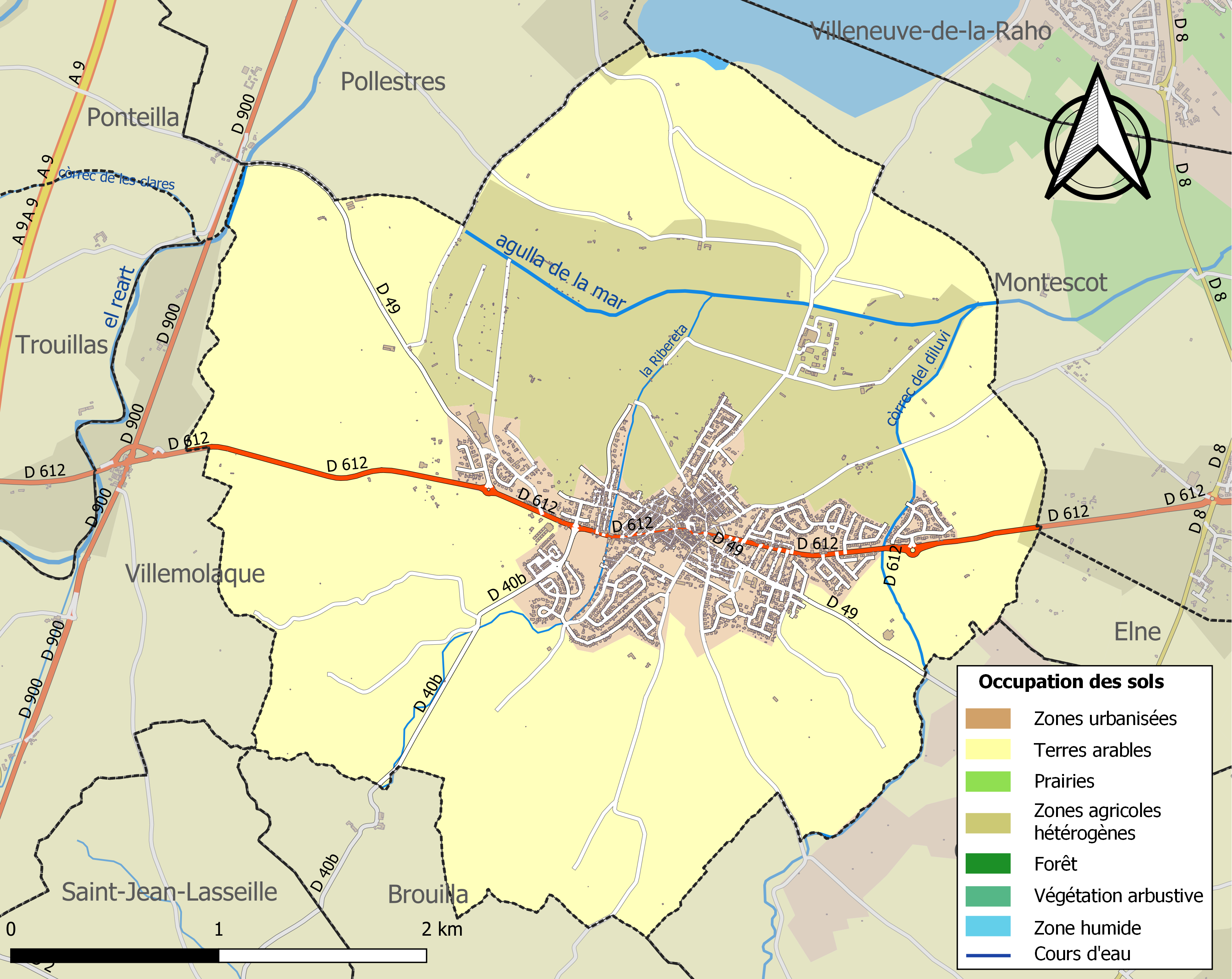
Kaart van de gemeente met de belangrijkste infrastructuur, bodemgebruik en omliggende gemeenten

## Demografie
Onderstaande figuur toont het verloop van het inwonertal (bron: INSEE-tellingen).

## Geboren in Bages
- Jean-Pierre Serre (1926), wiskundige